# Biserica reformată-calvină din Cămărașu, Cluj

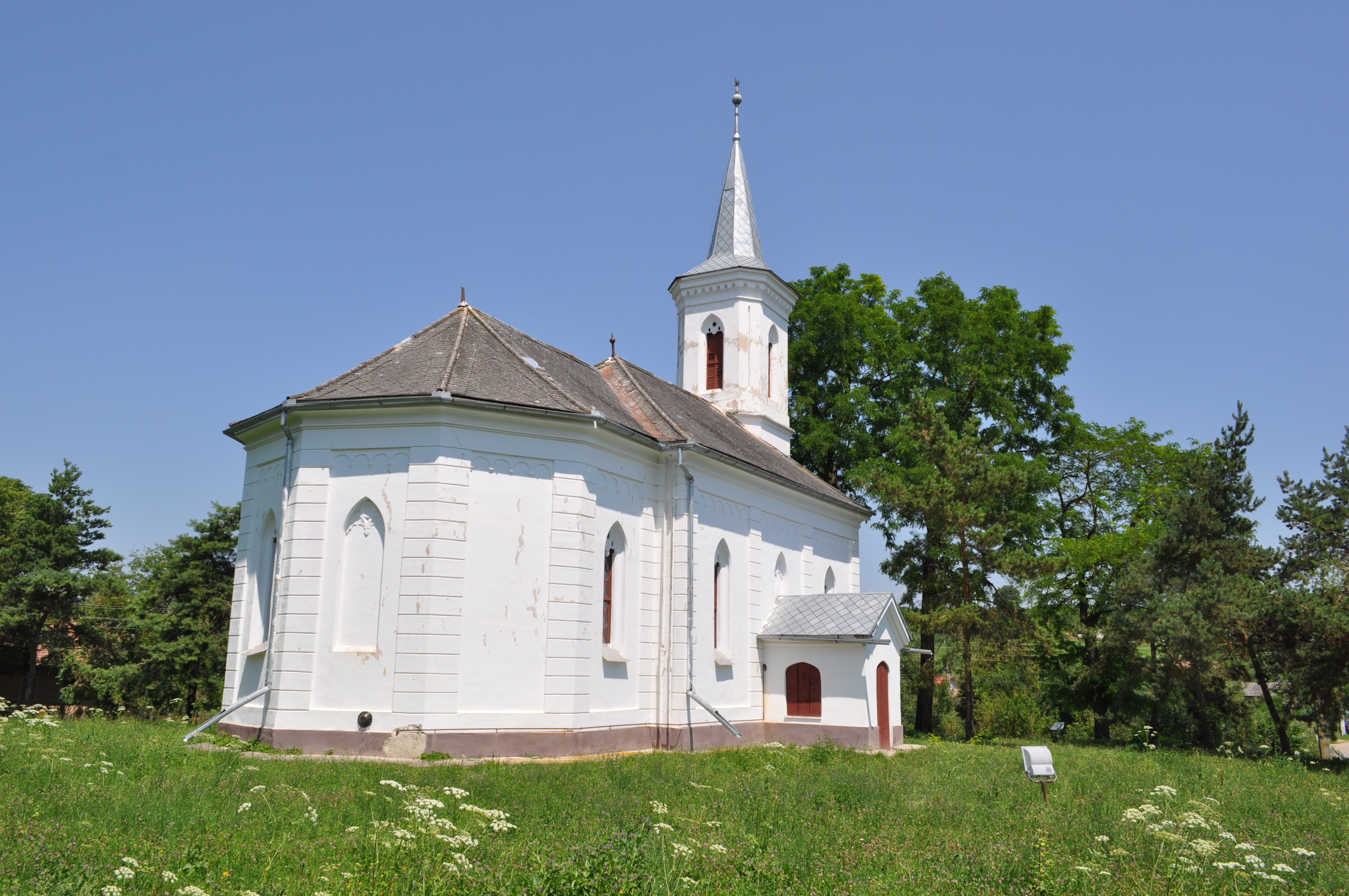
Biserica reformată din Cămărașu, comuna Cămărașu, județul Cluj, foto: iulie, 2011.

Biserica reformată din Cămărașu, comuna Cămărașu, județul Cluj, datează din secolul XIII. Biserica se află pe noua listă a monumentelor istorice sub codul LMI:  CJ-II-m-B-07545.

## Localitatea
Cămărașu (în maghiară Pusztakamarás) este satul de reședință al comunei cu același nume din județul Cluj, Transilvania, România. Prima mențiune documentară este din anul 1322, cu denumirea Kamarás.

## Biserica
În anul 1334 exista o biserică parohială, preotul său fiind menționat în registrul dijmelor papale. Populația catolică medievală a fost reformată în timpul Reformei, împreună cu biserica. Biserica medievală a fost reconstruită în anul 1758, cu sprijinul familiei Kemény.

## Imagini din exterior

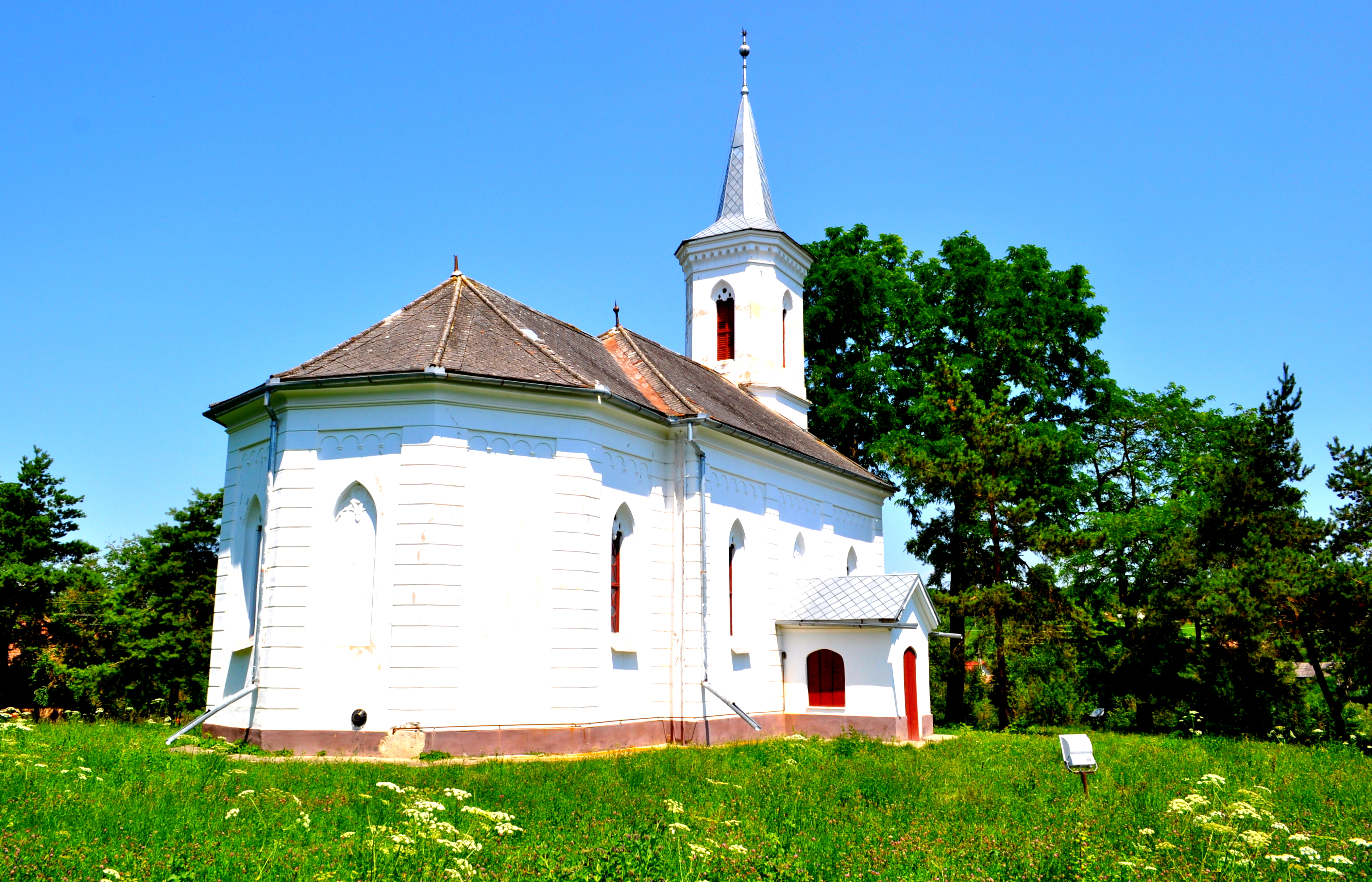
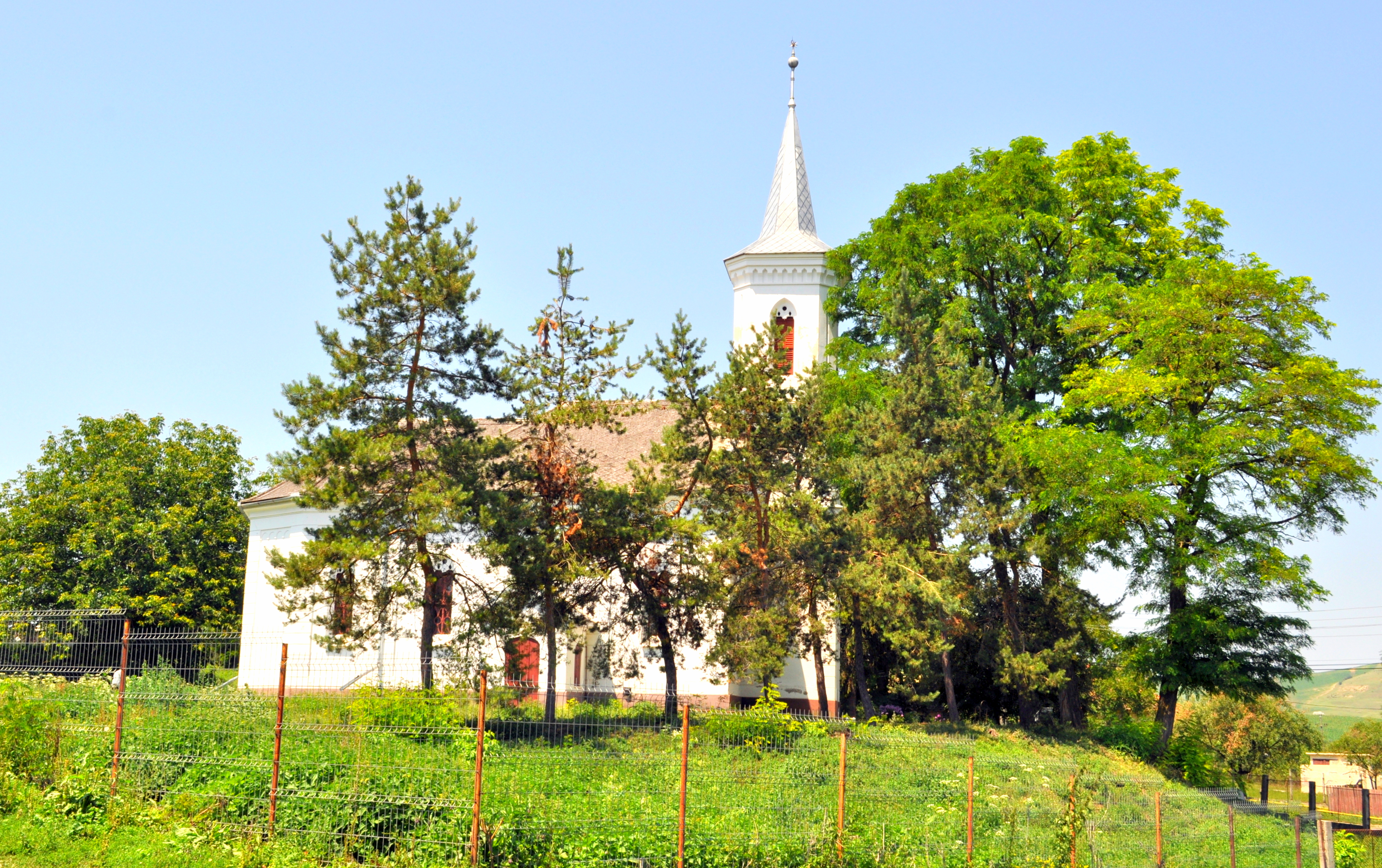
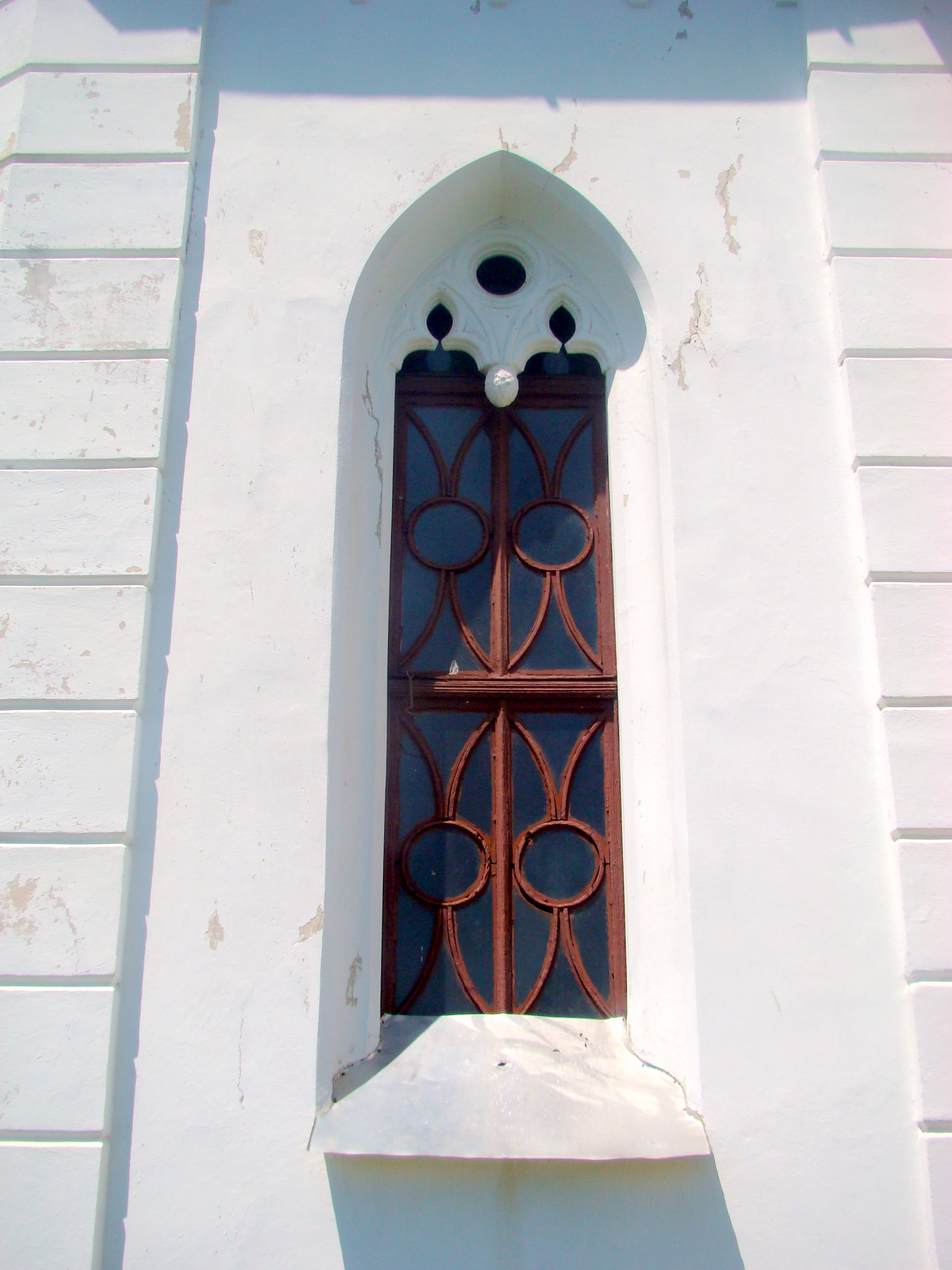
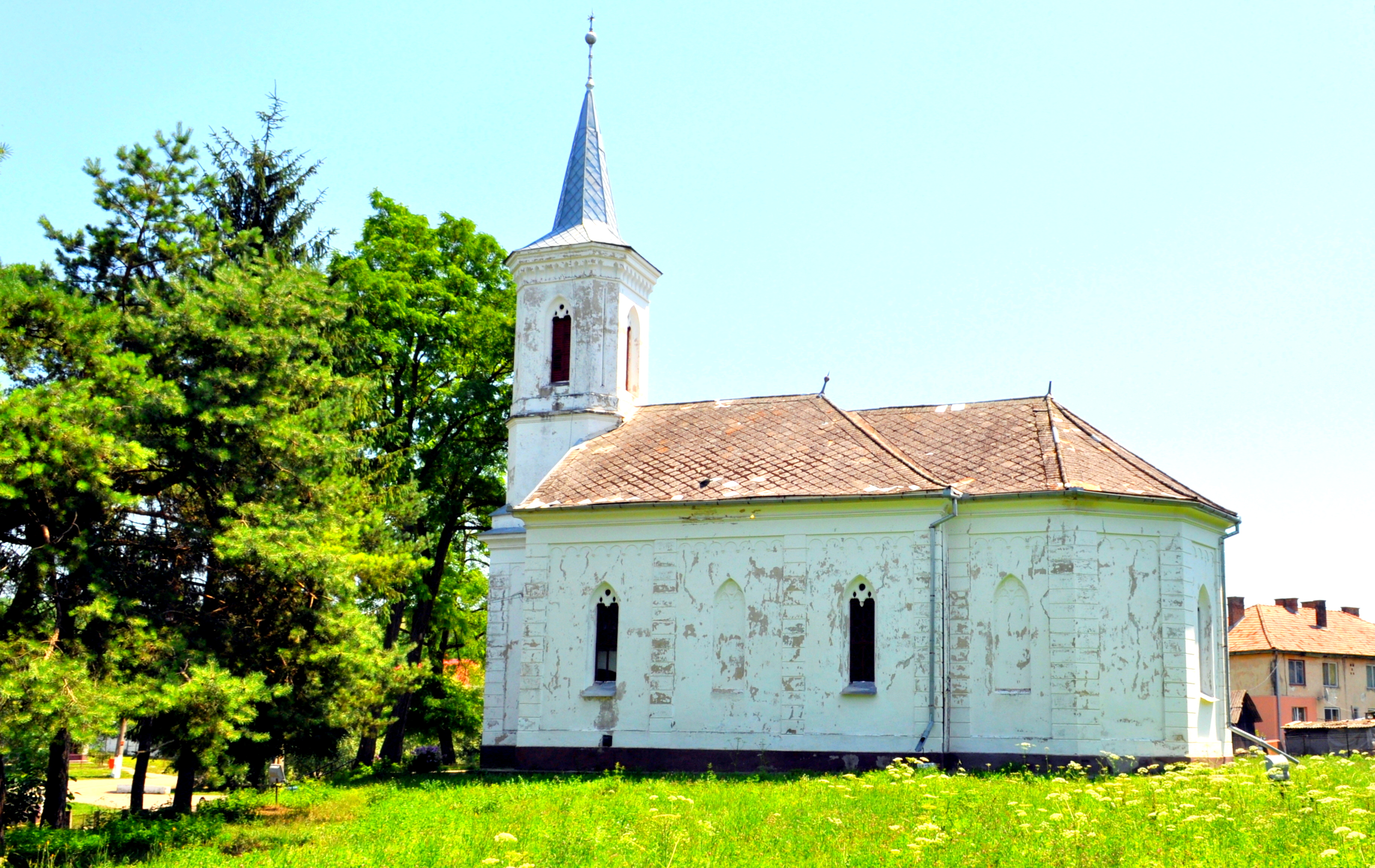
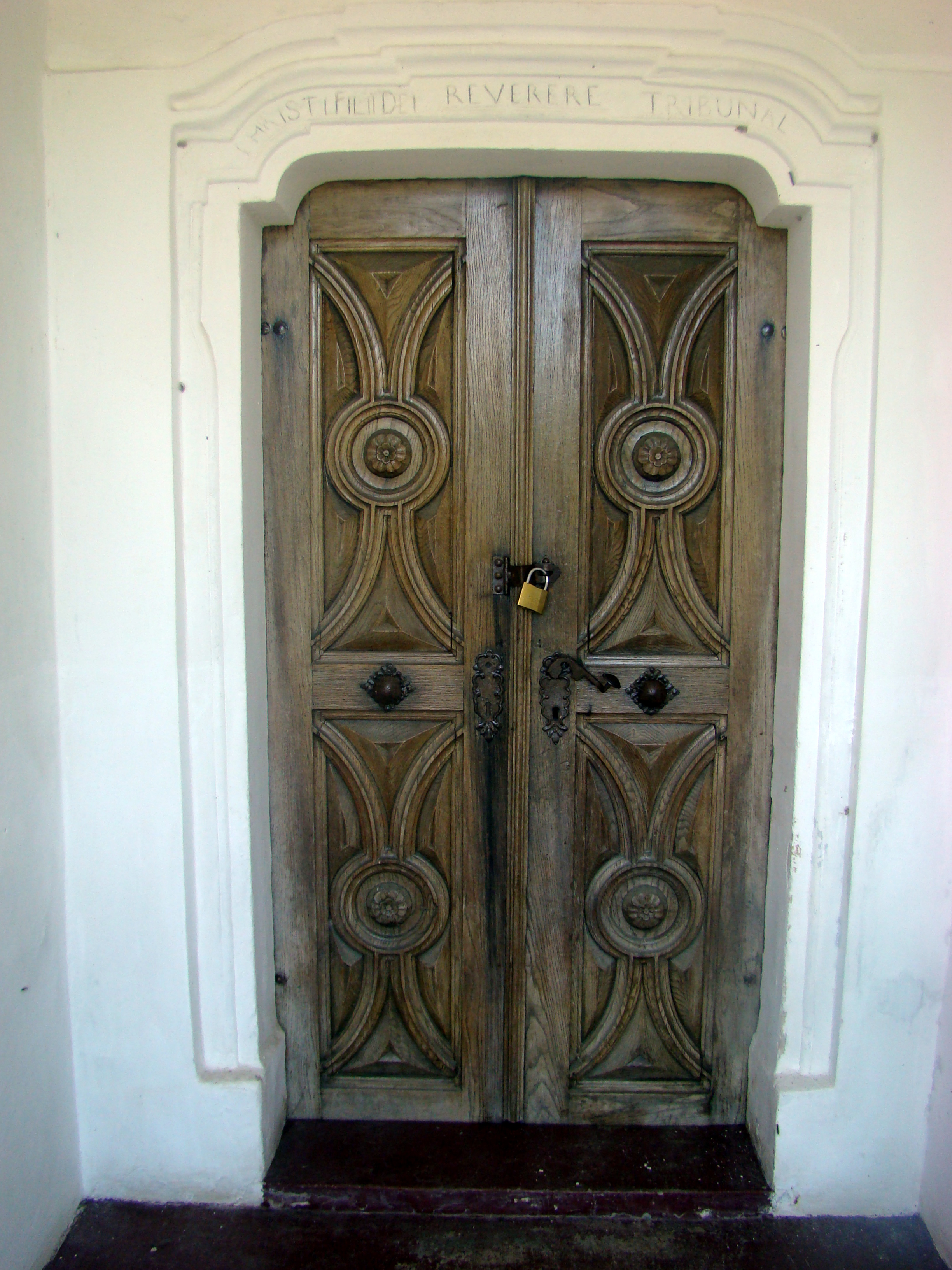
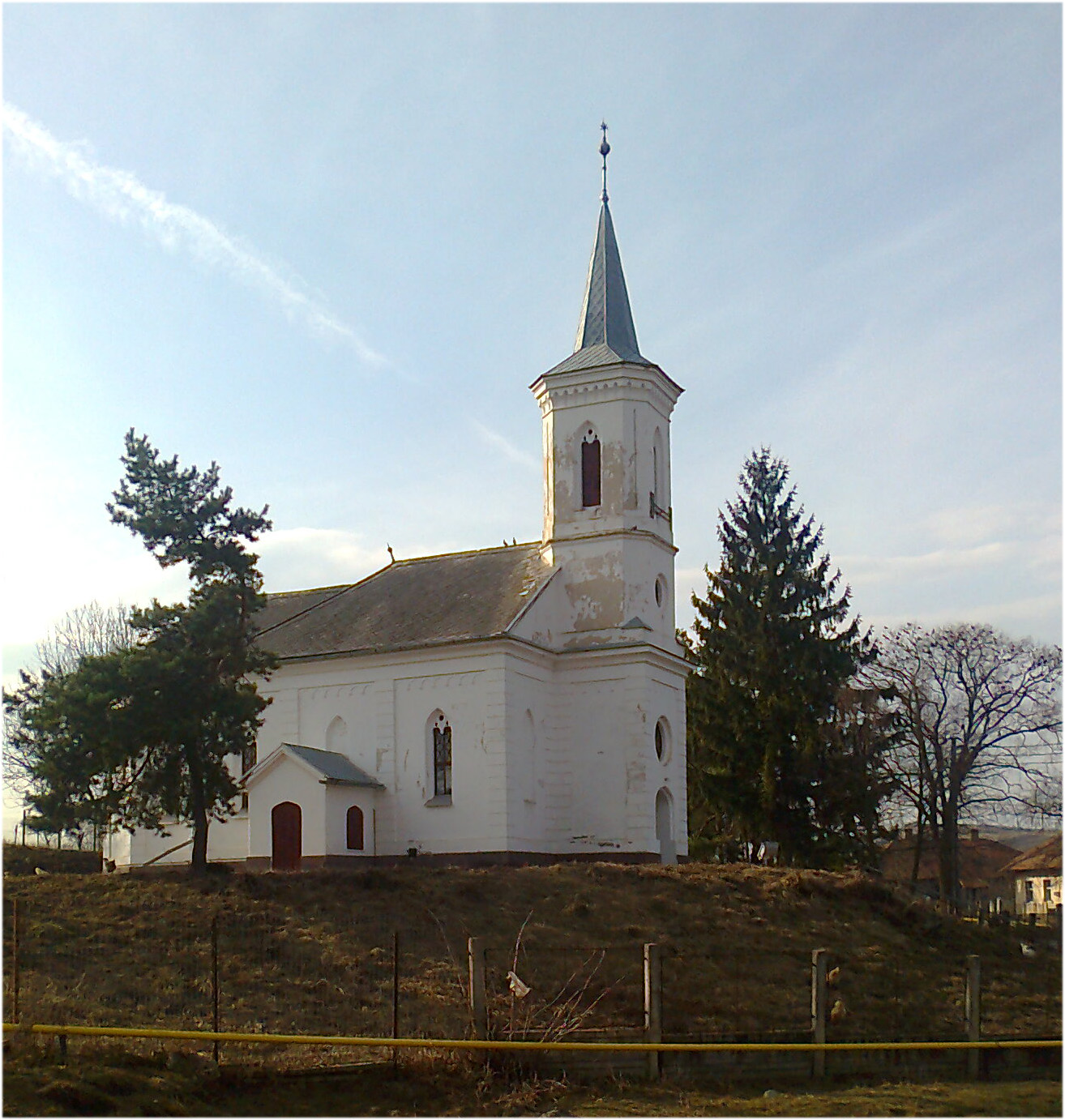
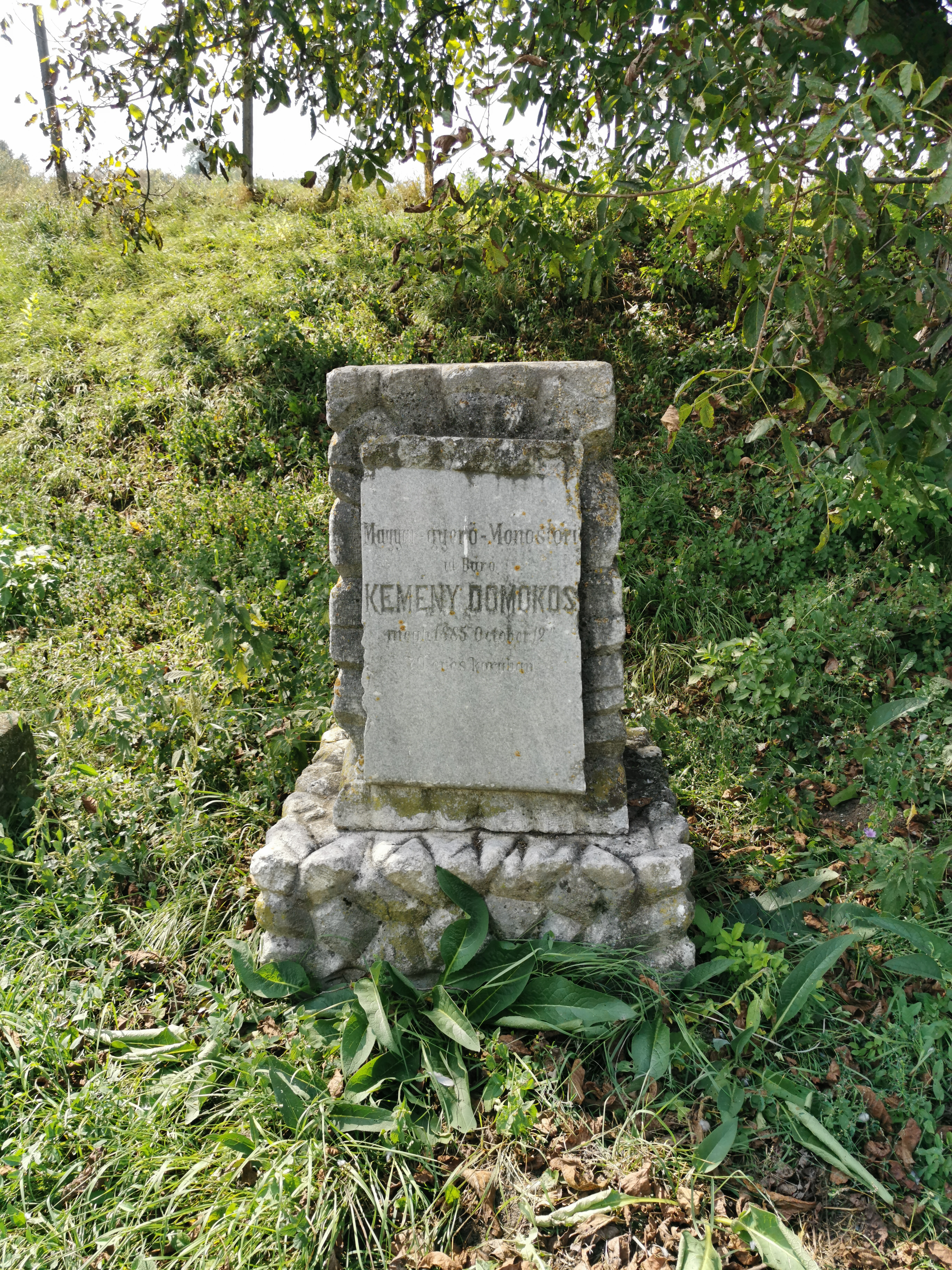
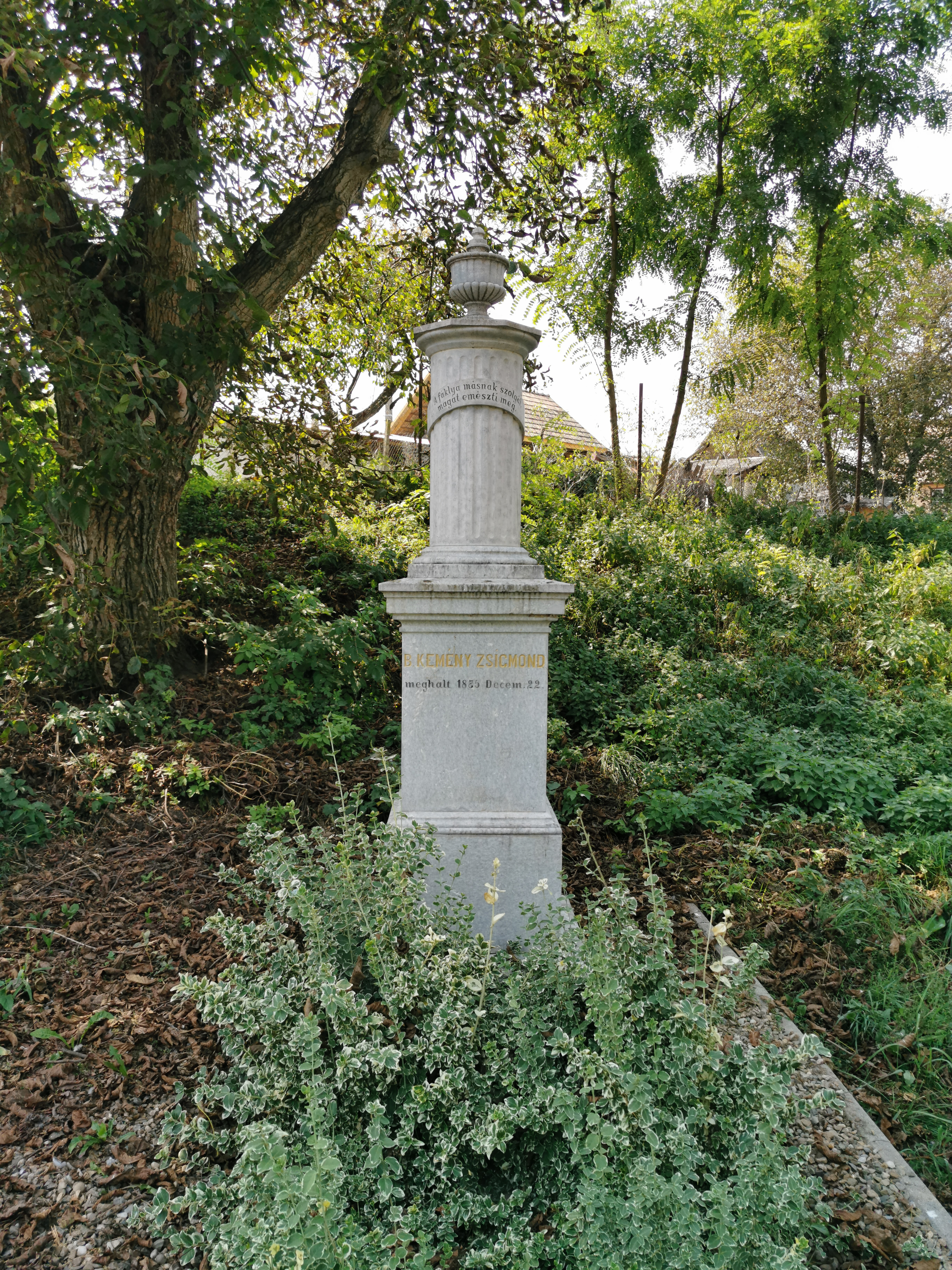
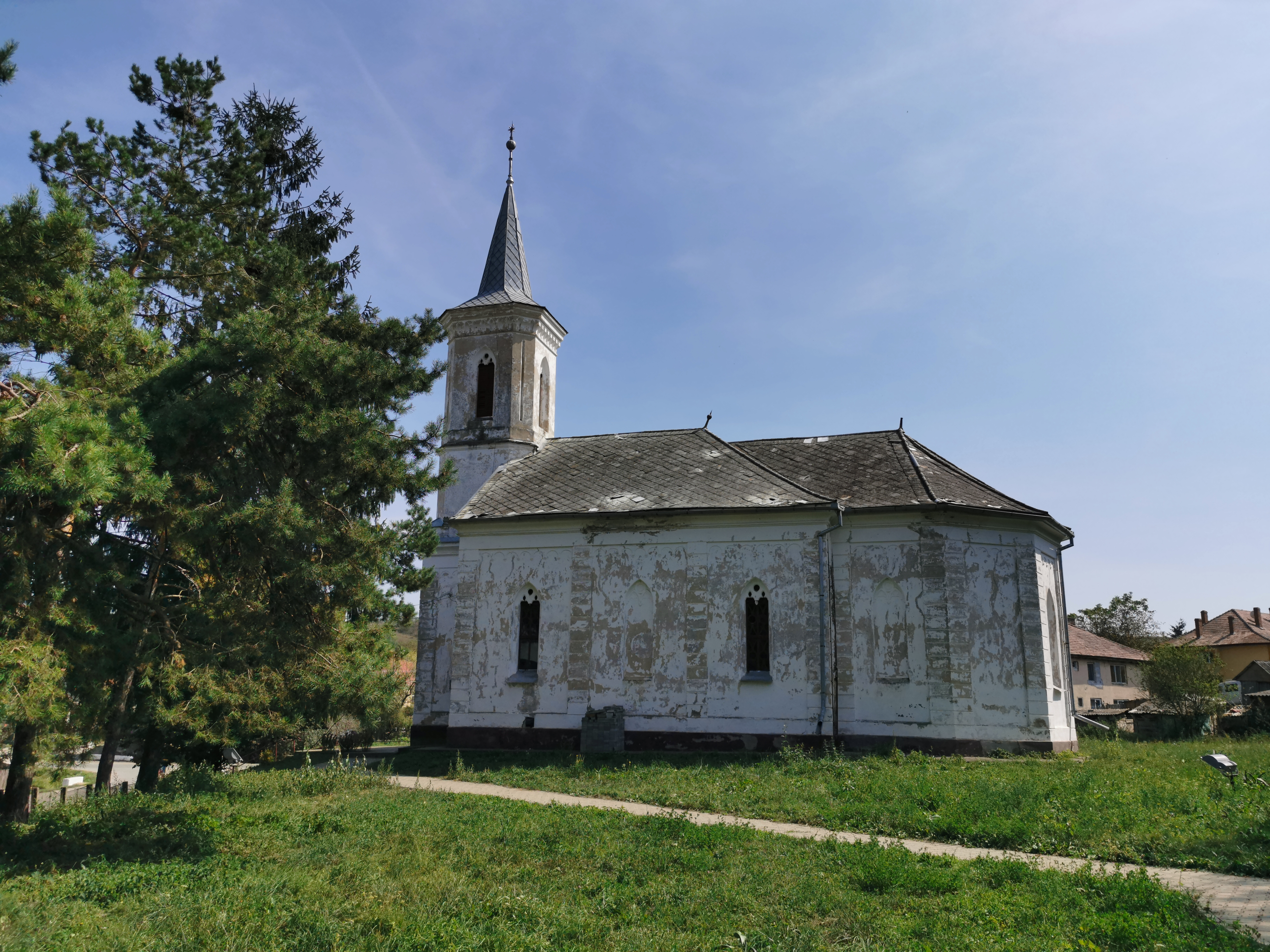